# Euploca parciflora
Euploca parciflora är en strävbladig växtart som först beskrevs av Carl Friedrich Philipp von Martius, och fick sitt nu gällande namn av J.I.M.Melo och Semir. Euploca parciflora ingår i släktet Euploca och familjen strävbladiga växter. Inga underarter finns listade i Catalogue of Life.